# 近松心中物語
『近松心中物語』（ちかまつしんじゅうものがたり）は、秋元松代の作による舞台作品。副題は『それは恋』。

## 概要
近松門左衛門による世話物の人形浄瑠璃『冥途の飛脚』をベースに、『ひぢりめん卯月の紅葉』『跡追心中卯月のいろあげ』を織り交ぜて書かれた、添い続けるために心中を余儀なくされていく2組の男女の物語。
東宝の製作、蜷川幸雄の演出で1979年に帝国劇場で初演されヒットし、キャストを変えて繰り返し上演される人気演目となり、上演回数は1000ステージを超える。1989年にはベルギー、イギリス公演が行われ、ローレンス・オリヴィエ賞にノミネートされた。2004年には、再演を重ねるうちに様式化されてしまっていた同作品を蜷川自ら演出しなおした『新・近松心中物語』が上演されたが、諸事情により公演の最後まで携われなくなってしまったと後に蜷川が語っている。
秋元松代の作詞による主題歌「それは恋」は、『近松心中物語』では作曲：猪俣公章、歌：森進一、『新・近松心中物語』では作曲：宇崎竜童、歌：森山良子によって手掛けられた。

## 上演記録
| 期間                     | 場所                                        | 忠兵衛役                        | 梅川役     | 与兵衛役                    | お亀役     |
| ------------------------ | ------------------------------------------- | ------------------------------- | ---------- | --------------------------- | ---------- |
| 1979年2月2日 - 3月8日    | 帝国劇場                                    | 平幹二朗                        | 太地喜和子 | 菅野忠彦 （現・菅野菜保之） | 市原悦子   |
| 1981年11月3日 - 12月26日 | 帝国劇場                                    | 平幹二朗                        | 太地喜和子 | 菅野忠彦 （現・菅野菜保之） | 市原悦子   |
| 1982年4月3日 - 27日      | 御園座                                      | 平幹二朗                        | 太地喜和子 | 菅野忠彦 （現・菅野菜保之） | 市原悦子   |
| 1983年5月3日 - 28日      | 朝日座                                      | 平幹二朗                        | 太地喜和子 | 菅野忠彦 （現・菅野菜保之） | 加賀まり子 |
| 1983年8月2日 - 9月27日   | 帝国劇場                                    | 平幹二朗                        | 太地喜和子 | 菅野忠彦 （現・菅野菜保之） | 市原悦子   |
| 1985年12月1日 - 25日     | 御園座                                      | 平幹二朗                        | 太地喜和子 | 菅野忠彦 （現・菅野菜保之） | 市原悦子   |
| 1986年3月2日 - 29日      | 近鉄劇場                                    | 平幹二朗                        | 太地喜和子 | 菅野忠彦 （現・菅野菜保之） | 市原悦子   |
| 1989年9月28日 - 10月1日  | アントウェルペン市立劇場 （ベルギー）       | 井上倫宏                        | 田中裕子   | 天宮良                      | 戸川京子   |
| 1989年10月9日 - 14日     | ナショナルシアター・リトルトン （イギリス） | 井上倫宏                        | 田中裕子   | 天宮良                      | 戸川京子   |
| 1995年3月5日 - 4月27日   | 近鉄劇場                                    | 坂東八十助 （現・坂東三津五郎） | 樋口可南子 | 勝村政信                    | 寺島しのぶ |
| 1995年10月13日 - 22日    | リリアホール                                | 坂東八十助 （現・坂東三津五郎） | 樋口可南子 | 勝村政信                    | 寺島しのぶ |
| 1996年2月2日 - 3月27日   | 御園座                                      | 坂東八十助 （現・坂東三津五郎） | 樋口可南子 | 勝村政信                    | 寺島しのぶ |
| 1996年4月6日 - 5月27日   | 明治座                                      | 坂東八十助 （現・坂東三津五郎） | 樋口可南子 | 勝村政信                    | 寺島しのぶ |
| 1997年9月1日 - 10月12日  | 近鉄劇場                                    | 坂東八十助 （現・坂東三津五郎） | 高橋惠子   | 大石継太                    | 寺島しのぶ |
| 1997年10月18日 - 26日    | 北海道厚生年金会館                          | 坂東八十助 （現・坂東三津五郎） | 高橋惠子   | 大石継太                    | 寺島しのぶ |
| 1998年3月5日 - 4月25日   | 明治座                                      | 坂東八十助 （現・坂東三津五郎） | 高橋惠子   | 大石継太                    | 寺島しのぶ |
| 1999年2月1日 - 3月26日   | 御園座                                      | 坂東八十助 （現・坂東三津五郎） | 高橋惠子   | 大石継太                    | 寺島しのぶ |
| 2001年1月25日 - 2月18日  | 近鉄劇場                                    | 平幹二朗                        | 富司純子   | 菅野菜保之                  | 二木てるみ |
| 2001年3月4日 - 4月25日   | 明治座                                      | 平幹二朗                        | 高橋惠子   | 菅野菜保之                  | 二木てるみ |
| 2004年2月2日 - 26日      | 御園座                                      | 阿部寛                          | 寺島しのぶ | 田辺誠一                    | 須藤理彩   |
| 2004年3月4日 - 4月29日   | 日生劇場                                    | 阿部寛                          | 寺島しのぶ | 田辺誠一                    | 須藤理彩   |
| 2005年1月2日 - 27日      | 博多座                                      | 阿部寛                          | 寺島しのぶ | 田辺誠一                    | 須藤理彩   |
| 2018年1月10日 - 2月18日  | 新国立劇場 中劇場                           | 堤真一                          | 宮沢りえ   | 池田成志                    | 小池栄子   |
| 2021年9月4日 - 20日      | KAAT神奈川芸術劇場                          | 田中哲司                        | 笹本玲奈   | 松田龍平                    | 石橋静河   |

## 受賞歴
1979年
- 菊田一夫演劇賞 - 蜷川幸雄
- 菊田一夫演劇賞大賞 - 秋元松代
- テアトロ演劇賞 - 朝倉摂

1981年
- 文化庁芸術祭大賞

1983年
- 大阪府民劇場賞

1985年
- 菊田一夫演劇賞特別賞 - 辻村寿三郎

1996年
- 読売演劇大賞最優秀演出家賞 - 蜷川幸雄
- 読売演劇大賞優秀女優賞 - 寺島しのぶ
- 松尾芸能賞演劇新人賞 - 寺島しのぶ
- 名古屋演劇ペンクラブ奨励賞 - 寺島しのぶ・勝村政信